# Langue des signes flamande
La langue des signes flamande (en néerlandais : Vlaamse Gebarentaal, VGT) , est la langue des signes utilisée par les personnes sourdes et leurs proches en Belgique néerlandophone.

## Caractéristiques
La VGT est proche de la langue des signes de Belgique francophone, les différences majeures se trouvant dans les formes de la bouche. Parfois les gens comprennent l'autre langue assez bien tandis que d'autres ont des difficultés, en particulier (comme la télévision) lorsqu'il n'y a pas d'ajustement à la langue du destinataire. Des dialectes régionaux se sont élaborés dans les différentes écoles pour sourds.
Il existe différents dialectes selon les provinces et les écoles ou la VGT a été enseignée : province d'Anvers, Limbourg, Flandre-Orientale, Brabant flamand et Flandre-Occidentale. Il existe aussi des variations intrarégionales et d'autres liées au sexe et à l'âge.
La VGT est probablement liée à la langue des signes lyonnaise selon Henri Wittmann, dans sa classification parue dans son article de 1991 Classification linguistique des langues signées non vocalement.

## Utilisation
Il existe sept écoles pour les sourds dans la Région flamande, mais seulement une petite partie utilise la VGT pour l'instruction. Depuis 2008 les enfants sourds sont de plus en plus placés dans des écoles ordinaires, avec parfois une interprétation en VGT.
Les programmes télévisuels ne sont pas interprétés en VGT, mais il existe des vidéos, des CD et DVD-Rom et des sites web en VGT.
Le néerlandais signé est parfois utilisé pour la communication avec les personnes entendantes.